# Achatocarpus oaxacanus
Achatocarpus oaxacanus là một loài thực vật có hoa trong họ Achatocarpaceae. Loài này được Standl. mô tả khoa học đầu tiên năm 1922.